# Johan Davidsson
Johan Markus Davidsson, född 6 januari 1976 i Huskvarna, är en svensk före detta ishockeyspelare som spelade största delen av sin karriär i HV71. Han har blivit svensk mästare med HV71 fyra gånger. Han har gått på ishockeygymnasiet Sanda i Huskvarna.

## Spelarkarriär
Under större delen av sin aktiva karriär spelade Davidsson med nummer 76 och han var lagkapten i 11 säsonger, av de totalt 17 han gjorde i HV71. Han debuterade i Elitserien den 14 januari 1993 i Stockholm mot Djurgårdens IF i Globen, där HV71 vann med 4–3 och Davidsson noterades för ett mål. Han debuterade för Sveriges landslag den 7 november 1996 mot Tjeckien i Karjala Tournament i Helsingfors, Finland. Han ansågs vara en duktig skridskoåkare med bra överblick över spelet, och vara en lika bra framspelare som målskytt. Han ansågs också ha fin puckkontroll, men sakna det fysiska spelet för att platsa i NHL.
Davidsson vann TV-pucken med Smålandslaget två år i rad, 1990 och 1991. Han blev tilldelad pris från Ishockeyjournalisternas Kamratförening som Rinkens riddare tre säsonger i rad: 2002/2003, 2003/2004 och 2004/2005; samt Elitdomarföreningen Ishockeys pris Årets gentleman (motsvarande Lady Byng Memorial Trophy i NHL) i två påföljande säsonger: 2002/2003 och 2003/2004. Under VM-säsongen 2004 tilldelades han Guldpucken. Säsongen 2008/2009 tilldelades han Guldhjälmen (motsvarande Lester B. Pearson Award i NHL).
Davidsson vann fyra SM-guld med HV71 (1995, 2004, 2008 och 2010) och två VM-silver (2003 och 2004).
Säsongen 2012/2013 satte han två nya elitserierekord, först i antal assist (378 stycken) och sen i antal poäng i elitserien + slutspel (659 stycken). Under 2007 års världsmästerskap i Moskva lyckades han med bedriften att vinna hela turneringens poängliga, då han gjorde sju mål och sju assist, alltså 14 poäng, på nio matcher.
2005 förlängde han sitt kontrakt till och med säsongen 2009/2010 med klubben; samma säsong förlängde han sitt kontrakt med HV71 ytterligare fem år. Den 16 april 2014 meddelade HV71 på en presskonferens att Davidsson avslutade sin spelarkarriär för att i stället bli assisterande sportchef i klubben. När spelarkarriären avslutades pensionerade HV71 tröjnummer 76, vilket numera hänger i taket i Husqvarna Garden. 
Posten som assisterande sportchef i HV71 innehade Davidsson till och med säsongen 2020/21. 
Under VM 2006 var han gästkommentator i TV3.

## Meriter
- Vinnare av TV-pucken med Småland 1990, 1991
- Vinnare av FM Mattsson Cup 1993
- FM Mattsson Cup, All Star Team 1993
- J18 EM-guld 1993, 1994
- Bäste forward J18 EM 1994
- J18 EM, All Star Team 1994
- J20 VM-silver 1994, 1996
- Mighty Ducks of Anaheim andra val, 28:e totalt, i NHL-draften 1994
- J20 VM-brons 1995
- SM-guld 1995, 2004, 2008, 2010
- J20 VM, All Star Team 1996
- J20 SM-guld 1996
- Finsk mästare 1998
- Vinnare av Sweden Hockey Games 2001, 2004
- Elitserien All Star Game 2002
- VM-brons 2002
- Rinkens riddare — Årets Gentleman 2003, 2004, 2005
- VM-silver 2003, 2004
- Svenska ishockeyjournalisters All Star Team 2003, 2004, 2008
- Guldpucken 2004
- Vinnare skytteligan och poängligan i VM 2007 (7+7)
- Guldhjälmen 2009
- SM-silver 2009
- MVP-Most Valuable Player Elitserien 2010
- Elitserierekord i antal assist 2012
- Elitserierekord i antal poängen (elitserien + slutspel) 2012

## Statistik

### Klubbkarriär
| 1992–1993         | HV71                    | Elitserien        | 8   | 1   | 0   | 1   | 0   | —   | —  | —  | —   | —  |
| 1993–1994         | HV71                    | Elitserien        | 38  | 2   | 5   | 7   | 4   | —   | —  | —  | —   | —  |
| 1994–1995         | HV71                    | Elitserien        | 38  | 4   | 7   | 11  | 20  | 13  | 3  | 2  | 5   | 0  |
| 1995–1996         | HV71                    | Elitserien        | 40  | 7   | 11  | 18  | 20  | 4   | 0  | 2  | 2   | 0  |
| 1996–1997         | HV71                    | Elitserien        | 50  | 18  | 21  | 39  | 18  | 5   | 0  | 3  | 3   | 2  |
| 1997–1998         | HIFK                    | SM-l              | 43  | 10  | 30  | 40  | 8   | 9   | 3  | 10 | 13  | 0  |
| 1998–1999         | Mighty Ducks of Anaheim | NHL               | 64  | 3   | 5   | 8   | 14  | 1   | 0  | 0  | 0   | 0  |
| 1998–1999         | Cincinnati Mighty Ducks | AHL               | 9   | 1   | 6   | 7   | 2   | —   | —  | —  | —   | —  |
| 1999–2000         | Mighty Ducks of Anaheim | NHL               | 5   | 1   | 0   | 1   | 2   | —   | —  | —  | —   | —  |
| 1999–2000         | Cincinnati Mighty Ducks | AHL               | 55  | 9   | 31  | 40  | 24  | —   | —  | —  | —   | —  |
| 1999–2000         | New York Islanders      | NHL               | 13  | 2   | 4   | 6   | 0   | —   | —  | —  | —   | —  |
| 2000–2001         | Espoo Blues             | SM-l              | 35  | 12  | 17  | 29  | 34  | —   | —  | —  | —   | —  |
| 2001–2002         | HV71                    | Elitserien        | 50  | 13  | 27  | 40  | 24  | 8   | 2  | 3  | 5   | 2  |
| 2002–2003         | HV71                    | Elitserien        | 50  | 16  | 26  | 42  | 4   | 7   | 0  | 3  | 3   | 2  |
| 2003–2004         | HV71                    | Elitserien        | 49  | 14  | 24  | 38  | 8   | 19  | 5  | 12 | 17  | 6  |
| 2004–2005         | HV71                    | Elitserien        | 50  | 12  | 26  | 38  | 2   | —   | —  | —  | —   | —  |
| 2005–2006         | HV71                    | Elitserien        | 50  | 14  | 22  | 36  | 16  | 12  | 1  | 7  | 8   | 4  |
| 2006–2007         | HV71                    | Elitserien        | 55  | 15  | 31  | 46  | 22  | 14  | 2  | 7  | 9   | 2  |
| 2007–2008         | HV71                    | Elitserien        | 47  | 9   | 34  | 43  | 18  | 17  | 8  | 12 | 20  | 2  |
| 2008–2009         | HV71                    | Elitserien        | 55  | 13  | 37  | 50  | 24  | 14  | 3  | 7  | 10  | 2  |
| 2009–2010         | HV71                    | Elitserien        | 55  | 12  | 46  | 58  | 24  | 16  | 4  | 11 | 15  | 6  |
| 2010–2011         | HV71                    | Elitserien        | 40  | 10  | 26  | 36  | 35  | 4   | 1  | 1  | 2   | 2  |
| 2011–2012         | HV71                    | Elitserien        | 52  | 10  | 30  | 40  | 18  | 6   | 1  | 1  | 2   | 4  |
| Elitserien totalt | Elitserien totalt       | Elitserien totalt | 727 | 170 | 373 | 543 | 257 | 139 | 30 | 71 | 101 | 34 |
| SM-liiga totalt   | SM-liiga totalt         | SM-liiga totalt   | 78  | 22  | 47  | 69  | 42  | 9   | 3  | 10 | 13  | 0  |
| AHL totalt        | AHL totalt              | AHL totalt        | 64  | 10  | 37  | 47  | 26  | —   | —  | —  | —   | —  |
| NHL totalt        | NHL totalt              | NHL totalt        | 82  | 6   | 9   | 15  | 16  | 1   | 0  | 0  | 0   | 0  |

Statistik efter slutspelet i Elitserien 2012

## Internationellt spel
Davidsson har spelat för Tre Kronor i följande turneringar:
- JVM 1994
- JVM 1995
- JVM 1996
- VM 2002 (brons)
- VM 2003 (silver)
- VM 2004 (silver)
- VM 2007

### Internationell statistik
| År            | Lag           | Turnering     |    | Matcher | Mål | Assist | Poäng | Utv |
| ------------- | ------------- | ------------- | -- | ------- | --- | ------ | ----- | --- |
| 1994          | Sverige       | JVM           | 6  | 1       | 4   | 5      | 6     |     |
| 1995          | Sverige       | JVM           | 7  | 4       | 2   | 6      | 2     |     |
| 1996          | Sverige       | JVM           | 7  | 3       | 6   | 9      | 4     |     |
| 2002          | Sverige       | VM            | 7  | 1       | 1   | 2      | 2     |     |
| 2003          | Sverige       | VM            | 9  | 0       | 1   | 1      | 4     |     |
| 2004          | Sverige       | VM            | 7  | 0       | 0   | 0      | 0     |     |
| 2007          | Sverige       | VM            | 9  | 7       | 7   | 14     | 2     |     |
| Junior totalt | Junior totalt | Junior totalt | 20 | 8       | 12  | 20     | 12    |     |
| Senior totalt | Senior totalt | Senior totalt | 32 | 8       | 9   | 17     | 8     |     |

Statistik från 1 mars, 2011.